# Laura non c'è (film)
Laura non c'è è un film italiano del 1998 diretto da Antonio Bonifacio. Il titolo nasce dall'omonima canzone di Nek, che ne cura le musiche e fa un cameo finale.
La pellicola è uscita il 23 aprile 1998, circa sette mesi prima di Jolly Blu degli 883.

## Trama
La storia inizia con una sparatoria in una sorta di night club, dove muoiono diverse persone; i due sicari stanno cercando Lorenzo, il protagonista del film. In realtà la strage altro non sarà che un bozzetto di un fumetto che Lorenzo sta disegnando, per cui non ha alcuna attinenza con la realtà. La vita di Lorenzo prosegue senza intoppi, frequenta sempre un bar dove tiene qualche amico e ha sempre attorno le sue figure, come l'amico "buscone", il nanetto sfigato e la ragazza disponibile. Tutta questa armonia viene rotta dall'arrivo di Laura, una ragazza dolce di cui subito si innamora, ma l'imprevisto è dietro l'angolo: Laura scompare sempre e Lorenzo non riesce mai a rintracciarla, inoltre egli è preso dalla pubblicazione del suo fumetto ed è nei guai con degli strozzini cui deve dei soldi.
Un giorno Laura si fa vedere nuovamente: Lorenzo le nota dei buchi nelle braccia, pensa che lei si droghi e la manda via. In realtà Laura soffre di una grave forma di diabete, che peggiora quando non assume l'insulina prescrittale dal dottore. Così di lì a poco Laura muore e Lorenzo, distrutto dal dolore e dai sensi di colpa, si fa condizionare da teorie sulla reincarnazione. Egli arriva a convincersi che Laura si è reincarnata nel gatto della vicina e così accoglie il felino. A questo punto si scopre che la vicenda narrata era tutta una farsa e che ciò che si è visto non è nient'altro che un fumetto che il vero Lorenzo sta disegnando, seppur riferendosi a una Laura realmente esistente.

## Cast
Le guest star erano Marta Flavi, Amadeus e Cloris Brosca (la zingara della trasmissione RAI Luna Park), senza contare la presenza di una Laura Chiatti al suo primo film. Federica Panicucci appare in un piccolo cameo.